# 桜井弘明
桜井 弘明（さくらい ひろあき、1958年12月15日 - ）は、静岡県沼津市出身のアニメーション監督。代表作に『デ・ジ・キャラット』シリーズ、『斉木楠雄のΨ難』など。日本大学文理学部国文学科出身。妻は脚本家の大場小ゆり。

## 経歴
大学に5年半在籍し、バンド活動に明け暮れ、ベーシストオーディションなどを受け続ける日々を過ごす。ある時、ふとしたキッカケでアニメーションに興味を持ち、卒業後は代々木アニメーション学院を経て、25歳で演出助手を募集していたスタジオワールドに入社。演出助手として最初に携わった作品は『超時空騎団サザンクロス』。テロップに最初に名が出たのは『よろしくメカドック』。よろしくメカドックを担当していた頃の先輩が小島正幸と馬場健だった。1988年春にスタジオワールドが解散し、馬場健が設立したフィルムマジックへと移籍し、そこを拠点とした。しかし、同社は『赤ずきんチャチャ』のグロス請けが原因で倒産。その後はフリーに転じる。
ウクレレをこよなく愛し、現場でも常に持ち歩くことで知られている。また、『魁!!クロマティ高校』のサウンドトラックでは長年ファンであったという同郷出身のプログレッシヴ・ロックバンド美狂乱を劇伴音楽に起用し、バンドともベーシストとして共演している（のちに正式メンバーとなる）。
テレビ東京系のアニメ『デ・ジ・キャラットにょ』のオープニング曲「ダイナマイト★I・N・G」ではベーシストとして参加しており、ソロパートも披露した。当時は左利き用ベースを9本持っていたと語っている。

## 作品リスト

### 監督作品
1999年
- 十兵衛ちゃん -ラブリー眼帯の秘密-
- アキハバラ電脳組 2011年の夏休み（映画）
- デ・ジ・キャラット ワンダフル版

2000年
- だぁ!だぁ!だぁ!
- デ・ジ・キャラット サマースペシャル2000（総監督）
- デ・ジ・キャラット クリスマススペシャル

2001年
- パラッパラッパー
- デ・ジ・キャラット お花見スペシャル（総監督）
- デ・ジ・キャラット なつやすみスペシャル（総監督）
- 劇場版デ・ジ・キャラット 星の旅（映画）

2002年
- ゲロタン（Webアニメ）※アスキー運営の"enban.net"で公開されていたFlashアニメ。

2003年
- ななか6/17
- デ・ジ・キャラットにょ
- ぴよこにおまかせぴょ!（OVA）
- 魁!!クロマティ高校

2004年
- スウィート・ヴァレリアン

2005年
- 魔女っ娘つくねちゃん（OVA）

2006年
- ウィンターガーデン

2007年
- レ・ミゼラブル 少女コゼット

2008年
- ぷちえゔぁ（Webアニメ）

2009年
- GA 芸術科アートデザインクラス

2010年
- 会長はメイド様!

2011年
- 猫神やおよろず

2012年
- ジュエルペット スウィーツダンスプリンセス（映画）

2013年
- ジュエルペット ハッピネス

2016年
- 劇場版 探偵オペラ ミルキィホームズ〜逆襲のミルキィホームズ〜（映画）
- 斉木楠雄のΨ難

2017年
- ピアシェ〜私のイタリアン〜

2018年
- 斉木楠雄のΨ難（第2期）

2019年
- 斉木楠雄のΨ難（完結編）
- まちカドまぞく

2020年
- ミュークルドリーミー

2021年
- ミュークルドリーミー みっくす!

2022年
- まちカドまぞく 2丁目
- 令和のデ・ジ・キャラット

2025年
- 転生悪女の黒歴史

### 絵コンテ・演出など
1986年
- アニメ ゴーストバスターズ（絵コンテ）

1989年
- 左のオクロック!! （OVA、絵コンテ）
- がきデカ（絵コンテ・演出）

1990年
- たんけんゴブリン島（絵コンテ・演出）
- RPG伝説ヘポイ（絵コンテ・演出）
- 魔法のエンジェルスイートミント（絵コンテ・演出）

1991年
- ゲンジ通信あげだま（絵コンテ・演出）

1992年
- 姫ちゃんのリボン（絵コンテ・演出）
- 地球SOS それいけコロリン（絵コンテ）

1994年
- 赤ずきんチャチャ（絵コンテ・演出）

1995年
- ナースエンジェルりりかSOS（絵コンテ・演出）
- あずきちゃん（絵コンテ・演出）

1996年
- こどものおもちゃ（絵コンテ・演出）
- 水色時代（絵コンテ・演出）
- 機動戦艦ナデシコ（助監督・絵コンテ・演出）

1997年
- 少女革命ウテナ（絵コンテ・演出）

1998年
- セクシーコマンドー外伝 すごいよ!!マサルさん（助監督・絵コンテ）
- アキハバラ電脳組（絵コンテ・演出）
- 吸血姫美夕（絵コンテ）
- 浦安鉄筋家族（絵コンテ）

1999年
- 天使になるもんっ!（絵コンテ）
- 魔術士オーフェン Revenge（絵コンテ）

2000年
- 風まかせ月影蘭（演出アドバイザー）
- フリクリ（協力）

2001年
- ちっちゃな雪使いシュガー（企画監修）

2002年
- あずまんが大王（絵コンテ）

2004年
- レジェンズ 甦る竜王伝説（絵コンテ）
- おジャ魔女どれみナ・イ・ショ（OVA、絵コンテ）

2005年
- 魔法先生ネギま!（絵コンテ）

2006年
- 蟲師（絵コンテ）
- 桜蘭高校ホスト部（絵コンテ）

2007年
- ながされて藍蘭島（絵コンテ）

2008年
- おじゃる丸（絵コンテ）

2010年
- 探偵オペラ ミルキィホームズ（絵コンテ）

2011年
- ひめチェン!おとぎちっくアイドル リルぷりっ（絵コンテ）

2012年
- 探偵オペラ ミルキィホームズ 第2幕（絵コンテ）
- 這いよれ! ニャル子さん（絵コンテ）
- ジュエルペット きら☆デコッ!（絵コンテ）

2014年
- 毎度!浦安鉄筋家族（演出）
- プリパラ（絵コンテ）
- 蟲師 続章（絵コンテ）

2015年
- 探偵歌劇 ミルキィホームズ TD（絵コンテ）
- WASIMO（絵コンテ・演出）

2017年
- リトルウィッチアカデミア（絵コンテ）
- THE REFLECTION（絵コンテ）

2019年
- からかい上手の高木さん2（絵コンテ）

2023年
- 僕とロボコ（絵コンテ）
- ツイヤバ（絵コンテ・演出）

2024年
- 僕の心のヤバイやつ（絵コンテ）

2025年
- ハニーレモンソーダ（絵コンテ）